# Two Pages
Two Pages è il terzo album in studio del gruppo drum and bass inglese 4hero, pubblicato dalla Talkin' Loud nel 1998.

## Tracce
1. Loveless – 5:54
2. Golden Age of Life – 6:01
3. Planetaria – 6:02
4. Third Stream – 6:04
5. Wormholes – 0:32
6. Escape That – 5:25
7. Mother Solar (Part One) – 0:11
8. Spirits in Transit – 4:54
9. Greys – 2:00
10. The Action – 3:17
11. Star Chasers – 4:52
12. Wishful Thinking – 4:39
13. Normal Changing World – 0:13
14. Universal Reprise – 5:25
15. We Who Are Not as Others – 7:56
16. Humans – 3:27
17. Pegasus 51 – 4:17
18. Worlds End – 6:25
19. De-Sci-Fer – 0:06

Durata totale: 77:40